# Petäjäjärvi (sjö i Juankoski, Norra Savolax)
Petäjäjärvi är en sjö i kommunen Kuopio (före 2017 Juankoski kommun) i landskapet Norra Savolax i Finland. Sjön ligger 96,5 meter över havet. Den är 8,9 meter djup. Arean är 46 hektar och strandlinjen är 3,75 kilometer lång. Sjön  ingår i Vuoksens huvudavrinningsområde.   Den ligger omkring 48 kilometer nordöst om Kuopio och omkring 380 kilometer nordöst om Helsingfors. 